# Smooth jazz
 (mars 2008).
Si vous disposez d'ouvrages ou d'articles de référence ou si vous connaissez des sites web de qualité traitant du thème abordé ici, merci de compléter l'article en donnant les références utiles à sa vérifiabilité et en les liant à la section « Notes et références ».
Genres dérivés
Crossover jazz
Le smooth jazz est un genre musical du jazz, utilisant des sonorités douces (smooth signifie « doux », « lisse » en anglais), souvent avec un côté jam (bœuf) du jazz et les influences de musique soul, funk et pop.
Le smooth jazz peut être instrumental ou chanté, l'instrumentation est très proche du jazz : une rythmique composée d'une batterie, d'une basse électrique, divers synthétiseurs, et un ou plusieurs instruments solistes. Le solo est tenu la plupart du temps par une guitare, mais aussi par des saxophones, flûtes, pianos ou bien rhodes. L'utilisation des synthétiseurs donne un aspect un peu rétro années 1980 au son.

## Histoire
Ce courant, né de la rencontre entre le jazz et d'autres éléments tels que le funk, la soul et la pop, s'inscrit totalement dans l'évolution du jazz fusion. On peut même considérer que le smooth jazz est au jazz fusion ce que le cool jazz était au jazz traditionnel. On l'appelle parfois « rhythm and jazz » (un terme employé bien avant l'apparition du mot smooth jazz), « jazz-pop » ou « NAC » (new adult contemporary) pour son fort potentiel de « crossover », ce qui revient à dire que cette musique a souvent tendance à attirer à elle un public néophyte en matière de jazz, qui vient plutôt des milieux pop, rock ou RnB. Ce qui compte est davantage les mélodies, le rythme entraînant, et la facilité d'écoute. Le terme de smooth jazz est souvent employé pour désigner des styles très variés, et ne reflète pas précisément un genre bien défini.
On doit les prémices de cette musique à des artistes tels que Wes Montgomery pendant ses années A&M Records (à savoir des albums de reprises de succès pop enregistrés avec des sections de cordes) ou Lonnie Liston Smith, et surtout au prestigieux label CTI Records, qui a amené le jazz à un tout nouveau public. La plupart des artistes pionniers du genre proposait un style fortement marqué par les musiques afro-américaines, telles que la soul et le funk. À ce propos, l'émission américaine The Quiet Storm a été l'une des premières à diffuser du smooth jazz en 1976, qui était alors considéré comme le penchant instrumental de la musique quiet storm, popularisée par des artistes comme Smokey Robinson ou Luther Vandross.
Puis au fil des ans, le smooth jazz a cherché à conquérir un public plus blanc, en proposant des sonorités très pop voire parfois new age. Kenny G est sans doute l'artiste le plus représentatif de ce tournant. Son succès sans égal (NB : il fait partie des 25 artistes les plus vendeurs de tous les temps aux États-Unis, toutes catégories confondues) a donc eu une grande influence sur le son actuel du smooth jazz.

## Polémique
Les défenseurs du genre considèrent le smooth jazz comme un des sous-genres légitimes du jazz, au même titre que le jazz fusion, dont il est dérivé, mais d'autres prétendent que le smooth jazz n'est pas un genre de jazz mais un terme inventé par les médias pour désigner de la simple pop instrumentale.

## Artistes
Il existe nombre de groupes de smooth jazz, mais ce sont le plus souvent les musiciens solistes qui sont mis à l'honneur dans ces groupes. On trouve parmi ceux-là : le guitariste Ronny Jordan (caractérisé par sa façon de jouer sa guitare octavée), le guitariste Luc Sigui (caractérisé par le brassage qu'il reussit à faire entre la smooth jazz et la musique africaine), le guitariste Roberto Tola, le saxophoniste Kenny G, la saxophoniste Candy Dulfer et le compositeur, chef d'orchestre et musicien David Benoit (en) (auteur de plusieurs albums aux sonorités jazz très accessibles).

## Albums
Les albums de smooth jazz sont souvent réputés pour être très formatés. En effet, beaucoup de critiques considèrent que les musiciens smooth jazz n'exploitent qu'une petite partie de leurs capacités sur leurs albums studio afin de pouvoir passer en radio, en improvisant le moins possible. En revanche, pendant les concerts, on peut attester de leur niveau technique car ils se livrent beaucoup plus volontiers aux improvisations, tels n'importe quels autres musiciens de jazz.
On trouve sur les albums souvent beaucoup d'invités dont le but est souvent de stimuler les ventes et d'approvisionner les radios smooth jazz en titres vocaux. Ces invités sont la plupart du temps d'autres artistes reconnus du genre ou des chanteurs de RnB, et plus particulièrement quiet storm. L'une des grandes particularités de ces albums est la présence de nombreuses reprises instrumentales de morceaux RnB ou pop à succès, qui reprennent souvent la mélodie note pour note, avec parfois quelques vocalises pendant le refrain (par ex : That's the Way Love Goes de Janet Jackson par Norman Brown) Certains artistes ont même fait des albums entiers de reprises. (par ex. : Inner City Blues - Grover Washington, Jr. et Classics in the Key of G - Kenny G).

## Radios
Les radios smooth jazz sont une belle preuve de l'inexactitude de ce terme très galvaudé, tant elles transcendent de genres qui sont étrangers au jazz. L'une d'entre elles aux États-Unis est The Wave (en).
En écoutant une radio smooth jazz, on remarque que les 2/3 sont des morceaux smooth jazz instrumentaux et le tiers restant est constitué de morceaux vocaux, qui proviennent d'autres styles (le smooth jazz n'étant pas à proprement parler un genre vocal). Parmi ces autres genres qui occupent une place non négligeable sur les radios smooth jazz, on retrouve donc en grande partie de la soul et du quiet storm (ex : Luther Vandross, Anita Baker, Sade) mais aussi de la pop (Sting, Simply Red, Burt Bacharach), du Yacht rock (Toto, Chicago, The Eagles)  et parfois même du new age (Yanni, John Tesh, Enya).
Les types de jazz étrangers au smooth jazz sont curieusement très rares sur ces radios dont la cible est très large, mais on peut entendre sur certaines d'entre elles quelques morceaux de cool jazz, de  bossa nova, de jazz vocal, d'acid jazz ou même de nu jazz (St Germain, Llorca, etc.), même si c'est beaucoup moins fréquent que les genres précités.

## Smooth jazz vocal
Il n'existe pas véritablement de genre smooth jazz vocal. Les artistes qui y sont rattachés le sont souvent simplement parce qu'ils passent sur des radios smooth jazz mais aucun chanteur n'a comme genre principal le smooth jazz. Le smooth jazz vocal comprend aussi bien des artistes de jazz vocal tels que la très médiatique Diana Krall, des crooners quiet storm à l'image de Will Downing ou encore des chanteurs pop tels Michael Franks, ce qui en fait un inventaire assez indéfinissable, incohérent et à géométrie variable. On doit cette confusion à certains artistes qui ont franchi les barrières entre jazz, RnB et pop tels Rachelle Ferrell, Natalie Cole ou Al Jarreau, seul artiste à ce jour qui s'est vu récompensé dans ces 3 catégories.